# محمد مرسل شيخ عبد الرحمن
محمد مُرسل شيخ عبد الرحمن ( (بالصومالية: Maxamed Mursal Sheikh Cabduraxman)‏ ) هو الرئيس السابق لمجلس الشعب الفيدرالي الصومالي، انتُخب في 30 أبريل 2018. ولد في بيدوا، جنوب الصومال، شغل سابقًا منصب وزير الدفاع، وكذلك وزير الطاقة والموارد المائية، ووزير الأصول الوطنية، كما شغل نائب عمدة مدينة بيدوا الصومالية،  ونائبا في البرلمان الاتحادي الانتقالي). كما شغل منصب سفير جمهورية الصومال الفيدرالية لدى تركيا.
وانتُخب لرئاسة مجلس الشعب الفيدرالي خلفا له آدم مدوبي. 

## أنظر أيضا
قائمة رؤساء البرلمان الاتحادي الصومالي